# Serhij Płochij
Serhij Mykołajowycz Płochij (ukr. Сергій Миколайович Плохій, ur. 23 maja 1957 w Gorkim) – ukraiński i amerykański historyk, wykładowca uniwersytecki.

## Życiorys
Serhij Płochij urodził się w rosyjskim Gorkim (obecnie Niżny Nowogród) w ukraińskiej rodzinie. Dzieciństwo i młodość spędził w Zaporożu. W 1980 roku studiował historię i nauki społeczne na Uniwersytecie w Dniepropietrowsku, a następnie do 1982 roku studiował historiografię i studia źródłowe na Rosyjskim Uniwersytecie Przyjaźni Narodów w Moskwie. W 1990 roku ukończył Narodowy Uniwersytet im. Tarasa Szewczenki w Kijowie.
W latach 1983–1991 wykładał na Dniepropetrowskim Uniwersytecie Państwowym i został tam profesorem zwyczajnym. Od 1996 roku był profesorem historii na Uniwersytecie Alberty, gdzie założył Studium Badań nad Religią i Kulturą. Ponadto był zastępcą dyrektora Kanadyjskiego Instytutu Studiów Ukraińskich i Centrum Ukraińskich Badań Historycznych im. Petro Jacyka w tym instytucie. Od 2007 roku jest profesorem historii Ukrainy (profesura im. Mychajła Hruszewskiego) i dyrektorem Ukraińskiego Instytutu Badawczego na Uniwersytecie Harvarda. 
Jest uważany w Kanadzie i Stanach Zjednoczonych za autorytet w dziedzinie historii Europy Wschodniej i Ukrainy.

## Wybrane publikacje
- The Cossacks and Religion in Early Modern Ukraine, Oxford University Press, 2002, ISBN 978-0-19-924739-4.
- Tsars and Cossacks: A Study in Iconography, Ukrainian Research Institute, Harvard University, 2003, ISBN 978-0-916458-95-9.
- Religion and Nation in Modern Ukraine (with Frank E. Sysyn), Canadian Institute of Ukrainian Studies, 2003, ISBN 978-1-895571-36-3.
- Unmaking Imperial Russia: Mykhailo Hrushevsky and the Writing of Ukrainian History, University of Toronto Press, 2005, ISBN 978-0-8020-3937-8.
- The Origins of the Slavic Nations: Premodern Identities in Russia, Ukraine and Belarus, Cambridge University Press, 2006, ISBN 978-0-521-86403-9.
- Ukraine and Russia: Representations of the Past, University of Toronto Press, 2008, ISBN 978-0-8020-9327-1.
- Yalta: The Price of Peace, Viking Adult, 2010, ISBN 0-670-02141-5.
- The Cossack Myth: History and Nationhood in the Age of Empires, Cambridge University Press, 2012, ISBN 978-1107022102.
- The Last Empire: The Final Days of the Soviet Union. New York: Basic Books, 2014. 520 pp., ISBN 978-0-465-05696-5.
- El último imperio. Los días finales de la Unión Soviética. Turner, 2015. 576 pp., ISBN 978-8416142101.
- The Gates of Europe: A History of Ukraine. New York: Basic Books, 2015. 395 pp., ISBN 978-0-465-05091-8.
- „Lost Kingdom: The Quest for Empire and the Making of the Russian Nation.” New York: Basic Books, 2017. 398 pp., ISBN 978-0-465-09849-1.